# Winnfield
Winnfield is een plaats (city) in de Amerikaanse staat Louisiana en is de hoofdplaats van Winn Parish.

## Demografie
Bij de volkstelling in 2000 werd het aantal inwoners vastgesteld op 5749.
In 2006 is het aantal inwoners door het United States Census Bureau geschat op 5250, een daling van 499 (-8,7%).

## Geografie
Volgens het United States Census Bureau beslaat de plaats een oppervlakte van
8,6 km², geheel bestaande uit land.

## Plaatsen in de nabije omgeving
De onderstaande figuur toont nabijgelegen plaatsen in een straal van 28 km rond Winnfield.

## Geboren
- Huey Long (1893-1935), politicus en gouverneur van Louisiana
- Earl Long (1895-1960), politicus en gouverneur van Louisiana